# نتروکونا
نتروکونا (به لاتین: Netrokona) یک منطقهٔ مسکونی در بنگلادش است که در ناحیه نتروکونه واقع شده‌است. نتروکونا ۳۴۰٫۳۵ کیلومتر مربع مساحت و ۳۷۲٬۷۸۵ نفر جمعیت دارد.